# Giovanni Cesare Pagazzi
Giovanni Cesare Pagazzi (Crema, 8 de junio de 1965) es un arzobispo católico italiano. Es el secretario del Dicasterio para la Cultura y la Educación, desde septiembre de 2023.

## Biografía
Giovanni Cesare nació el 8 de junio de 1965, en la localidad italiana de Crema. Es originario de Gradella, aldea de Pandino.
Asistió al Istituto Magistrale Maria Santissima Bambina de Lodi. Realizó los estudios eclesiásticos en seminarios de Crema y Lodi.
En 1994 obtuvo la licenciatura y en 1996 el doctorado en Teología en la Pontificia Universidad Gregoriana con el trabajo: "L'unicità di Gesù come criterio di unità e differenza nella Chiesa" ("La unicidad de Jesús como criterio de unidad y diferencia en la Iglesia").

### Sacerdocio
Su ordenación sacerdotal fue el 23 de junio de 1990, incardinándose en la diócesis de Lodi.
- Vicario parroquial de Santi Bassiano e Fereolo de Lodi.[1]
- Profesor titular de Eclesiología, Cristología y Antropología, en el Colegio Alberoni de Piacenza (1995-2005).
- Profesor titular de Eclesiología y Cristología en los Estudios Teológicos Unidos de los seminarios de Crema y Lodi (1996-¿?).
- Profesor de Cristología en el Estudio Teológico de Bolonia (2003-2004), en el Instituto de Liturgia Pastoral "Santa Giustina" de Padua (2006-2007), en la Facultad de Teología de Emilia-Romaña (2006-2009), en la Pontificia Facultad Teológica de Sicilia "San Giovanni Evangelista" en Palermo (2008-2009), en el Instituto Superior de Ciencias Religiosas de Lodi (2008-¿?), y en la Facultad Teológica del Norte de Italia en Milán (2009-2010; 2013-2014).
- Director del Estudio Teológico del Seminario de Lodi (2003-2011; 2015-¿?).
- Profesor invitado en la Pontificia Universidad Gregoriana (2013-2014).
- Profesor de Estética teológica en la Academia de Bellas Artes de Brera, y profesor de Teología sistemática en la filial de Turín de la Universidad Pontificia Salesiana (2014-2015).
- Director (2018-2020) y vicedirector (2021-¿?)[3] del Instituto Superior de Ciencias Religiosas "Sant'Agostino" de las diócesis de Crema, Cremona, Lodi, Pavía y Vigevano (2018-2020).
- Profesor titular de Eclesiología y comunidad familiar, coordinador de investigaciones y miembro del equipo presidencial del Pontificio Instituto Juan Pablo II (2019-¿?).
- Responsable de la formación de los diáconos permanentes en la diócesis de Lodi (2009-2023).
- Colaborador pastoral de la parroquia Assunzione della Beata Vergine Maria en Santo Stefano Lodigiano (2022-2023).

El 29 de octubre de 2021, fue nombrado consultor de la Congregación para la Doctrina de la Fe (desde 2022: Dicasterio).

### Episcopado
El 26 de septiembre de 2022, el papa Francisco lo nombró secretario del Dicasterio para la Cultura y la Educación ad quinquennium. El 30 de noviembre de 2023, fue nombrado arzobispo titular de Belcastro. Fue consagrado el 10 de febrero de 2024, en la catedral de Lodi, a manos del cardenal José Tolentino de Mendonça. En marzo de 2025 fue nombrado Archivista y Bibliotecario de la Santa Iglesia Romana. El 9 de mayo de 2025, el papa León XIV lo confirmó en este cargo. 

## Publicaciones
Sus trabajos incluyen:
- Giovanni Cesare Pagazzi, La singolarità di Gesù come criterio di unità e differenza nella Chiesa, Milano, Glossa, 1997, pp. x, 222, ISBN 978-8871050652.
- Giovanni Cesare Pagazzi, Il polso della verità. Memoria e dimenticanza per dire Gesù, Assisi, Cittadella, 2006, pp. 136, ISBN 978-8830808386.
- Giovanni Cesare Pagazzi, Il prete oggi. Tracce di spiritualità, Bologna, EDB, 2010, pp. 88, ISBN 978-8810512036.
- Giovanni Cesare Pagazzi, Sentirsi a casa. Abitare il mondo da figli, Bologna, EDB, 2010, pp. 128, ISBN 978-8810405963.
- Giovanni Cesare Pagazzi, C'è posto per tutti. Legami fraterni, paura, fede, Milano, Vita e Pensiero, 2013, pp. 136, ISBN 978-8834325162.
- Giovanni Cesare Pagazzi, Fatte a mano. L'affetto di Cristo per le cose, Bologna, EDB, 2013, pp. 128, ISBN 978-8810408377.
- Giovanni Cesare Pagazzi, La cucina del Risorto. Gesù «cuoco» per l'umanità affamata, Bologna, EMI, 2014, pp. 64, ISBN 978-8830722149.
- Giovanni Cesare Pagazzi, In principio era il legame. Sensi e bisogni per dire Gesù, Assisi, Cittadella, 2015, pp. 168, ISBN 978-8830807785.
- Giovanni Cesare Pagazzi, Questo è il mio corpo. La grazia del Signore Gesù, Bologna, EDB, 2016, pp. 136, ISBN 978-8810412190.
- Giovanni Cesare Pagazzi, Gesù mio perdona le nostre colpe..., Milano, Glossa, 2016, pp. 48, ISBN 978-8871053677.
- Giovanni Cesare Pagazzi, Matteo Crimella, Stefano Romanello, Extra ironiam nulla salus. Studi in onore di Roberto Vignolo in occasione del suo LXX compleanno, Milano, Glossa, 2016, pp. 690, ISBN 978-8871053769.
- Giovanni Cesare Pagazzi, Il garbo del vincitore, Milano, Paoline Editoriale Libri, 2018, pp. 80, ISBN 978-8831549592.
- Giovanni Cesare Pagazzi, La carne, Cinisello Balsamo, San Paolo Edizioni, 2018, pp. 96, ISBN 978-8892213999.
- Giovanni Cesare Pagazzi, Tua è la potenza. Fidarsi della forza di Cristo, Cinisello Balsamo, San Paolo Edizioni, 2019, pp. 160, ISBN 978-8892220478.
- Giovanni Cesare Pagazzi, Carla Canullo, Madri, Bologna, EDB, 2020, pp. 88, ISBN 978-8810572023.
- Giovanni Cesare Pagazzi, In pace mi corico. Il sonno e la fede, Cinisello Balsamo, San Paolo Edizioni, 2021, pp. 176, ISBN 978-8892226562.
- Giovanni Cesare Pagazzi, Franco Manzi, Il pastore dell'essere. Fenomenologia dello sguardo del Figlio, Assisi, Cittadella, 2021, pp. 168, ISBN 978-8830807297.